# Аль-Асир, Ахмед
Шейх Ахмед аль-Асир (араб. أحمد الاسير‎; 5 мая 1968 Сайда, Ливан) — ливанский мусульманский проповедник, бывший имам мечети Биляля-ибн-Рабаха в Сайде (древнем Сидоне), Южный Ливан. Одна из знаковых фигур в Ливанской политике. Его причисляют к саляфитам, однако сам он себя называет несектантским суннитом. Ахмед аль-Асир неоднократно высказывался против иранской политической верхушки и шиитской вооруженной  группировки Хезболла, которых он обвинял в разрушении хрупкого конфессионального баланса и демократии в Ливане.

## Биография
Аль-Асир родился 5 мая 1968 г. в городе Сайда, в Ливане. Его отец был суннитом, а мать — шииткой. Имеет двух жён и троих детей. Получил известность после серии проповедей, критикующих группировку Хезболла (Хизбаллах). Помимо Хезболлы, часто критикует официальный Иран и партию Баас, поддерживающую президента Сирии Башара аль-Асада. Аль-Асир заявил, что он является только противником шиитов, которые следуют учению Хомейни, а не шиитов вообще. Безуспешно пытался стать лидером ливанских суннитов..
В июне 2013 года в родном городе шейха Ахмеда аль-Асира Сайда был подавлен мятеж его сторонников.